# Polyphida argenteofasciata
Polyphida argenteofasciata là một loài bọ cánh cứng trong họ Cerambycidae.